# Hanno Douschan
Hanno Douschan (ur. 5 września 1989) – austriacki snowboardzista specjalizujący się w snowcrossie, srebrny medalista mistrzostw świata, brązowy medalista mistrzostw świata juniorów.
Po raz pierwszy na arenie międzynarodowej pojawił się 28 listopada 2004 roku w Flattach, gdzie w zawodach FIS Race w snowcrossie zajął 128. miejsce. W 2009 roku zdobył brązowy medal w snowcrossie podczas mistrzostw świata juniorów w Nagano. Był też między innymi szósty w slalomie równoległym (PSL) na rozgrywanych rok wcześniej mistrzostwach świata juniorów w Valmalenco.
W Pucharze Świata zadebiutował 6 stycznia 2010 roku w Kreischbergu, zajmując 52. miejsce w gigancie równoległym (PGS). Pierwszy raz na podium zawodów tego cyklu stanął 3 marca 2018 roku w La Molinie, kończąc rywalizację w snowcrossie na drugiej pozycji. W zawodach tych rozdzielił swego rodaka, Alessandro Hämmerle i Emanuela Perathonera z Włoch.
W 2011 roku zajął 22. miejsce na mistrzostwach świata w La Molinie. Zajął też między innymi 27. miejsce podczas igrzysk olimpijskich w Pjongczangu w 2018 roku.
W 2019 roku na mistrzostwach świata w Solitude wywalczył srebrny medal, przegrywając jedynie z Amerykaninem Mickiem Dierdorffem.

## Osiągnięcia

### Igrzyska olimpijskie
| Miejsce | Dzień     | Rok  | Miejscowość | Konkurencja | Zwycięzca       |
| ------- | --------- | ---- | ----------- | ----------- | --------------- |
| 27.     | 15 lutego | 2018 | Pjongczang  | Snowcross   | Pierre Vaultier |

### Mistrzostwa świata
| Miejsce | Dzień       | Rok  | Miejscowość | Konkurencja | Zwycięzca      |
| ------- | ----------- | ---- | ----------- | ----------- | -------------- |
| 22.     | 18 stycznia | 2011 | La Molina   | Snowcross   | Alex Pullin    |
| 39.     | 16 stycznia | 2015 | Kreischberg | Snowcross   | Luca Matteotti |
| 2.      | 1 lutego    | 2019 | Solitude    | Snowcross   | Mick Dierdorff |

### Puchar Świata

#### Miejsca w klasyfikacji generalnej snowcrossu
- sezon 2009/2010: 69.
- sezon 2010/2011: 32.
- sezon 2011/2012: 41.
- sezon 2012/2013: 35.
- sezon 2013/2014: 27.
- sezon 2014/2015: 40.
- sezon 2015/2016: 20.
- sezon 2016/2017: 46.
- sezon 2017/2018: 17.

#### Miejsca na podium
1. La Molina – 3 marca 2018 (snowcross) – 2. miejsce
2. Cervinia – 21 grudnia 2018 (snowcross) – 3. miejsce